# POLYSICS
폴리식스(POLYSICS)는 1997년 미국의 뉴 웨이브 밴드 DEVO를 동경하던 고교생 하야시 히로유키가 주축이 되어 결성된 일본의 뉴 웨이브 록 밴드이다. 밴드명은, 리더의 하야시가 태어나서 처음으로 구입했던 신시사이저의 명칭 「polysix」에서 따온것으로, 이 「polysix」는 초기에 릴리스 된 비디오 「Live At Newwave」, 「B.G.V.」에서 볼 수 있다.
1997년 3월에 하야시는 사코, 가네코와 함께 3인조로 'POLYSICS'를 정식으로 결성했다. 11월에는 가네코가 탈퇴해, 카요가 가입했으며, 1998년 6월에는 드러머 스가이가 가입했다.
1998년 「POLY-X」라고 하는 코드네임, 선글라스와 점프 슈트를 도입해, 초기의 「polysics」의 스타일이 완성되었다. 9월에는, 일본의 락 씬으로 고조의 조짐을 보이고 있던 신세대 뉴웨이브 밴드들의 옴니버스 앨범 「Tokyo Newwave of Newwave '98」에 참가해, 주목을 끌게 되었고, POLY-2의 식빵 던지기 등의 퍼포먼스를 하는 밴드로서 알려지게 되었다. (당초는 봉투에 들어간 센베이를 던지고 있었지만, 「맞으면 아프다」라고 하는 관객으로부터의 불평이 쇄도해, 식빵으로 바꾸었다고 한다.)
이후 두매의 인디즈 앨범을 거쳐 2000년「ki/oon Records」를 통해 메이져 데뷔, 싱글 「XCT」를 시작으로 몇번의 멤버의 교체를 거쳐 현재는 하야시 히로유키(보컬 / 기타), 후미(베이스 / 신시사이저 / 코러스), 야노(드럼)의 멤버 구성으로 꾸준한 활동을 계속하고 있다.